# Move (film, 1970)
Pour les articles homonymes, voir Move.
Pour plus de détails, voir Fiche technique et Distribution.
Move est un film américain réalisé par Stuart Rosenberg et sorti en 1970.

## Synopsis
Durant trois jours de la vie d'Hiram Jaffe, un dramaturge en herbe qui complète sa vie en tant qu'écrivain porno et en promenant des chiens, est étalé au spectateur. Lui et sa femme, Dolly, emménagent dans un nouvel appartement dans l'Upper West Side de New York. En proie à des problèmes, notamment son incapacité à persuader le déménageur de déplacer les meubles du couple, il se retire dans un monde de fantaisie

## Fiche technique
- Titre : Move
- Réalisation : Stuart Rosenberg
- Scénario : Joel Lieber, Stan Hart
- Photographie : William H. Daniels
- Montage :  Rita Roland
- Musique : Marvin Hamlisch
- Société de production : 20th Century Fox
- Pays de production :  États-Unis
- Langue : anglais
- Tournage : à partir du 23 septembre 1969 à New-York
- Format : Couleur (DeLuxe) — 35 mm — 2,35:1 — Son : Mono (Westrex Recording System)
- Genre : Comédie, Film de fantasy
- Durée : 90 minutes
- Date de sortie : 
  - États-Unis : 31 juillet 1970

## Distribution
- Elliott Gould : Hiram Jaffe
- Paula Prentiss : Dolly Jaffe
- Geneviève Waïte : une fille
- John Larch : le policier à cheval
- Joe Silver : Oscar
- Graham Jarvis : Dr Picker
- Ron O'Neal : Peter
- Garrie Beau : Andrea
- Mae Questel : Mme Katz
- David Burns : le concierge
- Stanley Adams